# أدريان فون تسيغلر
أدريان فون تسيغلر هو ملحن سويسري، ولد في 25 ديسمبر 1989 في زيورخ في سويسرا.

## وصلات خارجية
- أدريان فون تسيغلر على موقع ميوزك برينز (الإنجليزية)
- أدريان فون تسيغلر على موقع ديسكوغز (الإنجليزية)